# Решетихин, Николай Юрьевич
Николай Юрьевич Решетихин (род. 10 октября 1958 года, Ленинград, СССР) — физик-теоретик и математик, доктор физико-математических наук (специальность 01.01.03 — математическая физика). Профессор математики в Калифорнийском университете в Беркли, одновременно с этим профессор физико-математических наук в Амстердамском университете и главный научный сотрудник физического факультета СПбГУ. Бывший сотрудник лаборатории математических проблем физики Санкт-Петербургского отделения Математического института РАН. Исследует теорию представлений, квантовые группы и низкоразмерную топологию. Он и Владимир Тураев построили инварианты 3-многообразий, которые, как ожидается, могут объяснить теорию полей Черна — Сименса, введенной Эдвардом Виттеном.

## Биография
Окончил Ленинградский государственный университет в 1982 году. Кандидат физико-математических наук (1984). С 1984 по 1986 года работал младшим научным сотрудником в ЛОМИ. С 1986 по 1989 года старший научный сотрудник там же.
С 1989 по 1990 год приглашённый профессор в Гарвардском университете, с 1990 по 1991 года Assistant Professor там же. С 1991 по 1993 Associate Professor на факультете математики в Калифорнийском университете в Беркли. С 1993 года по настоящее время профессор на факультете математики в Калифорнийском университете в Беркли. С 2008 года по настоящее время профессор в Амстердамском университете. С 2017 года главный научный сотрудник кафедры квантовой механики физического факультета СПбГУ.
Дал пленарный доклад на Международном конгрессе математиков в 2010 году.
В 2022 году первым был удостоен международной премии Вейля—Вигнера за выдающийся вклад в исследования фундаментальной физики с помощью теории групп.